# Riccardo Malagoli
Riccardo Malagoli (Modena, 7 agosto 1988) è un cestista italiano.
Alto 210 cm, gioca nel ruolo di centro.

## Carriera
Dopo aver giocato a calcio nel ruolo di portiere, Malagoli ha iniziato la sua carriera cestistica nel Castelfranco Basket, per passare molto rapidamente al settore giovanile della Virtus sotto la guida esperta di Consolini e Sanguettoli. Nella stagione 2006-07 ha disputato 6 partite in prima squadra, mettendosi in luce in occasione del derby contro la Fortitudo Bologna giocato in casa bianconera, durante il quale è rimasto in campo per 10 minuti realizzando 3 punti. Nella stagione seguente è stato ceduto in prestito al Basket Livorno, con cui ha giocato la prima parte della stagione in Legadue, e ha concluso il campionato a Castelfiorentino in Serie B2. Nel 2009 è stato quindi ingaggiato dall'Enel Brindisi nelle cui file ha disputato la stagione di Legadue 2009-2010, vincendo il campionato.
Nell'estate 2010 ritorna in Emilia allo Sporting Club Gira, dove rimane una sola stagione. Nel 2011 è aggregato alla prima squadra della Virtus Bologna ma non scende mai in campo. 
A luglio 2012 viene ingaggiato dalla Blu Basket Treviglio nel campionato di Divisione Nazionale A.

## Palmarès
- EuroChallenge: 1

Virtus Bologna: 2008-09